# クレオパトラ (1934年の映画)
『クレオパトラ』（Cleopatra）は、1934年のアメリカ合衆国の叙事詩的映画。製作・監督はセシル・B・デミル、出演はクローデット・コルベール、ウォーレン・ウィリアム、ヘンリー・ウィルコクソンなど。この作品は大ヒットし、1934年度にアメリカで公開された映画の中で興行成績１位を記録した。

## キャスト
※括弧内は日本語吹替（テレビ版）
- クレオパトラ7世: クローデット・コルベール（沢田敏子）
- シーザー: ウォーレン・ウィリアム（英語版）（西田昭市）
- マーク・アントニー: ヘンリー・ウィルコクソン（英語版）（仲村秀生）
- ヘロデ大王: ジョセフ・シルドクラウト（仁内達之）
- アウグストゥス: イアン・キース（英語版）
- カルプルニア（英語版）: ガートルード・マイケル（英語版）（北見順子）
- アヘノバルブス: C・オーブリー・スミス

その他吹替
国坂伸、仲木隆司、井上弦太郎、北村弘一、吉田理保子、中村美知子、三枝みち子

## スタッフ
- 監督/製作：セシル・B・デミル
- 脚本：ウォルデマー・ヤング（英語版）、ヴィンセント・ローレンス
- 音楽：ルドルフ・G・コップ
- 撮影：ヴィクター・ミルナー（英語版）
- 編集：アン・ボーチェンズ（クレジットなし）
- 美術：ハンス・ドライアー（英語版）、ローランド・アンダーソン（両者ともクレジットなし）
- クローデット・コルベールの衣裳：トラヴィス・バントン（英語版）
- 日本語版演出：好川阿津志

## 受賞歴
- 第7回アカデミー賞[1]
  - 受賞
    - 撮影賞：ヴィクター・ミルナー（英語版）

  - ノミネーション
    - 作品賞
    - 編集賞：アン・ボーチェンス
    - 録音賞：フランクリン・ハンセン（英語版）
    - 助監督賞：カレン・テイト（英語版）